# 牙旗

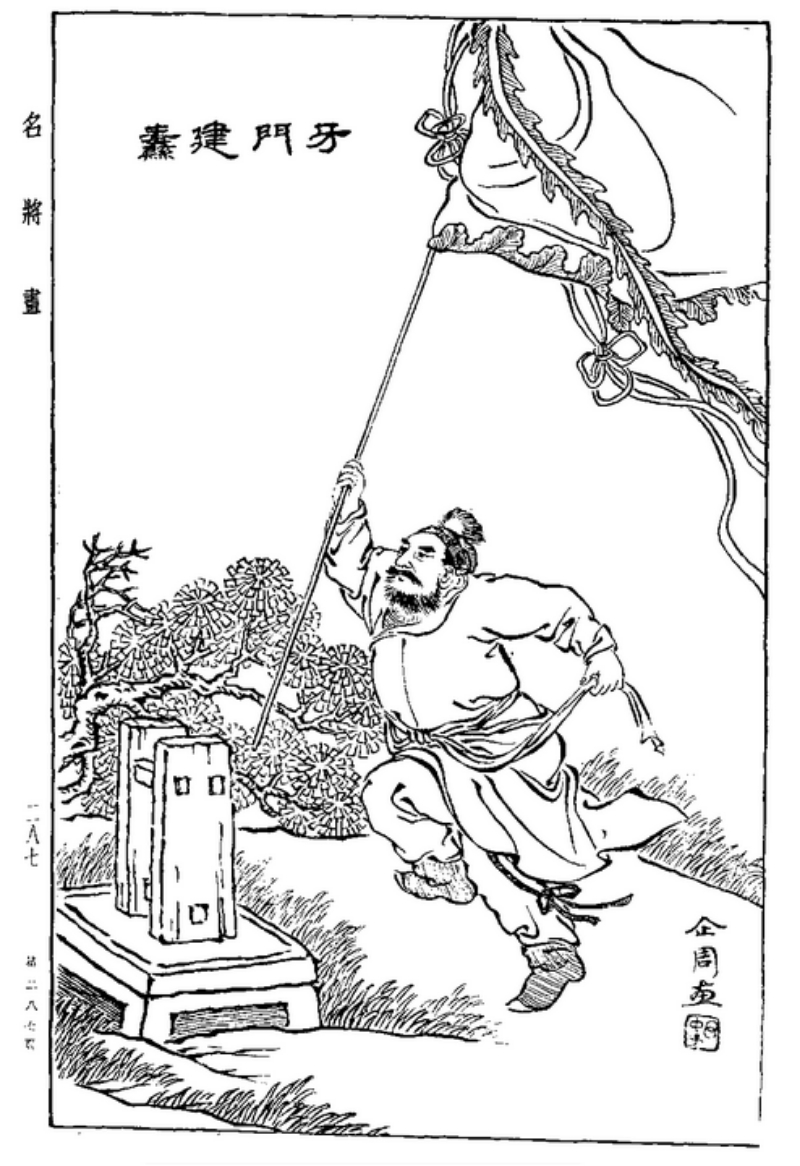
牙門建纛（《馬駘畫寶》）

牙旗、衙旗或門旗，是古代東亞君主或將軍立在軍營門前的大旗，旗竿上以象牙為裝飾，故稱為「牙旗」或「牙纛」。 牙旗豎立的軍營門稱為「牙門」，駐城稱為「牙城」，朝見主帥稱為「牙參」、親將稱為「牙將」，親兵稱為「牙兵」，衛隊稱為「牙隊」。後代以牙門通稱公府，訛變為「衙門」，至於「軍門」則成為軍隊將領（例如：總督、巡撫、提督或總兵）的代稱。
漢字文化圈佛教的一種傳統旗幟，旗邊有旒。最初是作為軍旗使用，後來在一些宗教儀式和節慶活動中使用。例如道教也吸收作為莊嚴法具。

## 另見
- 牙門
- 牙門將軍

## 外部連結
- 牙旗，教育百科
- 牙城 （页面存档备份，存于），語源由来辞典